# 章全益
章全益（?—?），唐朝梓州涪城县（今四川省三台县花园镇涪城村）人。
章全益幼年丧父，被兄长章全启所抚养。母亲得病，章全启剐下大腿上的肉给母亲吃。章全启去世后，章全益丧服斩衰，断一手指以报。不娶妻子，与僮仆处于一室，卖药为生，世传他能制作黄金。居住在成都四十年，号称为章孝子，九十八岁去世。

## 延伸阅读
[在维基数据编辑]
 《新唐書·卷195》，出自《新唐書》